# Liste der Biografien/Schui
Liste der Biografien |
Portal Biografien |
Personensuche
# |
A |
B |
C |
D |
E |
F |
G |
H |
I |
J |
K |
L |
M |
N |
O |
P |
Q |
R |
S |
T |
U |
V |
W |
X |
Y |
Z |
?
 
Sa |
Sb |
Sc |
Sd |
Se |
Sf |
Sg |
Sh |
Si |
Sj |
Sk |
Sl |
Sm |
Sn |
So |
Sp |
Sq |
Sr |
Ss |
St |
Su |
Sv |
Sw |
Sy |
Sz
 
Sca–Sce |
Sch |
Sci–Scz
 
Scha |
Schc |
Schd |
Sche |
Schg |
Schi |
Schj |
Schk |
Schl |
Schm |
Schn |
Scho |
Schp |
Schr |
Schs |
Scht |
Schu |
Schv |
Schw |
Schy
 
Schua |
Schub |
Schuc |
Schud |
Schue |
Schuf |
Schug |
Schuh |
Schui |
Schuk |
Schul |
Schum |
Schun |
Schuo |
Schup |
Schuq |
Schur |
Schus |
Schut |
Schuu |
Schuv |
Schuw |
Schuy |
Schuz
Die Liste der Biografien führt alle Personen auf, die in der deutschsprachigen Wikipedia einen Artikel haben. Dieses ist eine Teilliste mit 12 Einträgen von Personen, deren Namen mit den Buchstaben „Schui“ beginnt.

## Schui
- Schui, Herbert (1940–2016), deutscher Politiker (Die Linke), MdB

### Schuie
- Schuierer, Hans (* 1931), deutscher Landrat

### Schuil
- Schuil, Richard (* 1973), niederländischer Volleyball- und Beachvolleyballspieler

### Schuis
- Schuischel, Johann (* 1866), Gutsbesitzer und Politiker im Memelgebiet
- Schuiski, Wassili Wassiljewitsch († 1538), russischer Bojar

### Schuit
- Schuit, Raymond van der (* 1995), niederländischer Eishockeyspieler
- Schuitema, Paul (1897–1973), niederländischer Graphik-Designer und Fotograf
- Schuiteman, Bernard (* 1973), niederländischer Fußballspieler
- Schuiten, François (* 1956), belgischer ComiczeichnerFrançois Schuiten (* 1956)

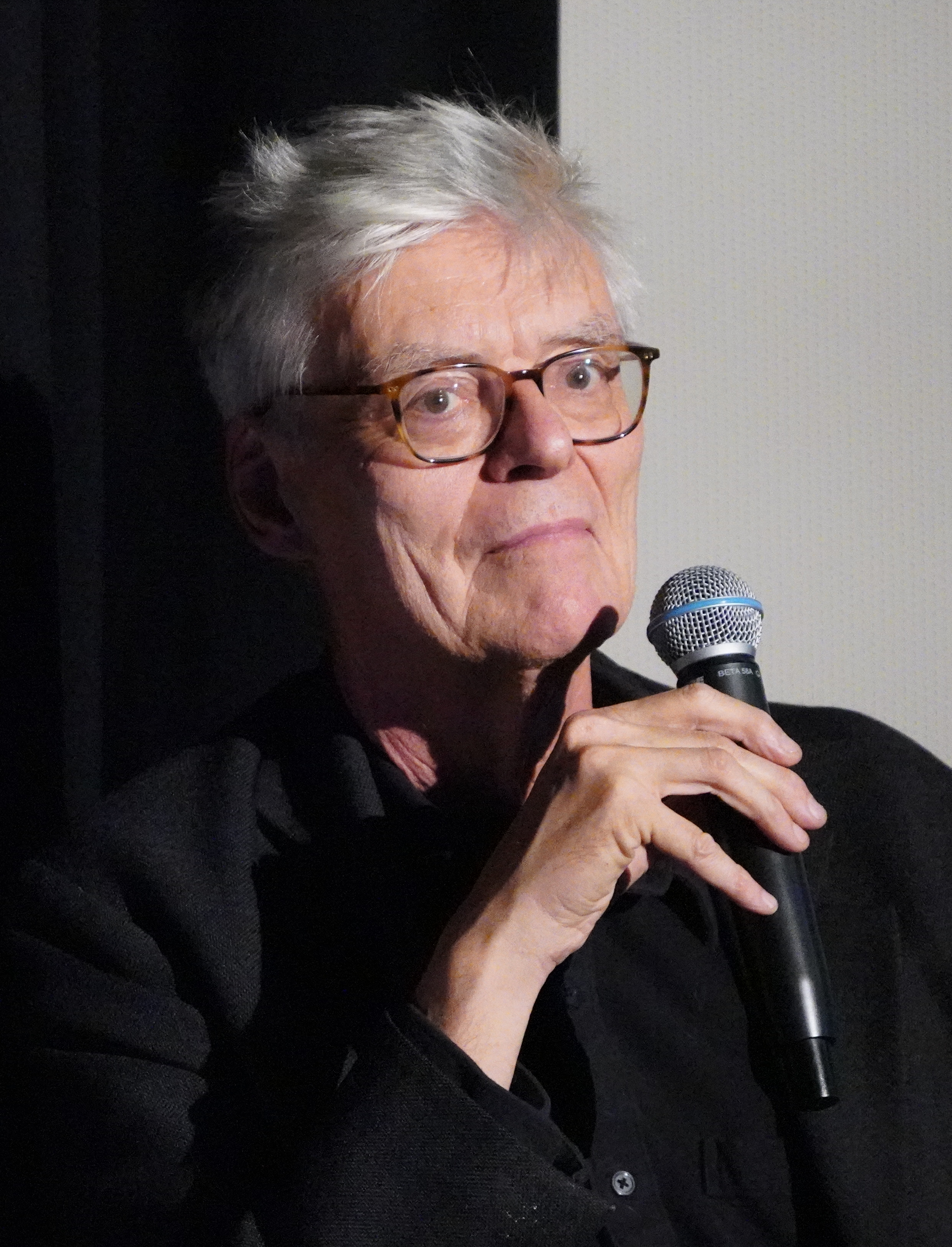
François Schuiten (* 1956)

- Schuiten, Luc (* 1944), belgischer Architekt
- Schuiten, Roy (1950–2006), niederländischer Radrennfahrer
- Schuitz, Edmund (1913–1992), deutscher Künstler